# Léon Glaize

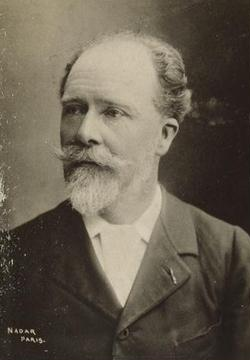
Paul Nadar: Portrait de Pierre-Paul-Léon Glaize, 1900

Pierre-Paul-Léon Glaize (* 3. Februar 1842 in Paris; † 7. Juli 1931 ebenda) war ein französischer Maler des akademischen Klassizismus.

## Leben
Pierre-Paul-Léon Glaize (genannt „Léon“), Sohn des Historienmalers Auguste-Barthélemy Glaize, erhielt seinen ersten künstlerischen Unterricht von seinem Vater. Ab 1863 studierte er an der École des Beaux-Arts in Paris in der Klasse von Jean-Léon Gérôme. 1866 wurde er mit dem zweiten Prix de Rome ausgezeichnet. Ab 1869 stellte er regelmäßig auf dem Pariser Salon aus, erhielt zahlreiche Medaillen und war Mitglied der Jury der Société des Artistes Français. Er beteiligte sich an der dekorativen Ausgestaltung des Salons des Arts im Pariser Rathaus und der Salle des Mariages im 20. Arrondissement. Ab 1890 entwarf er Motive für Banknoten der Bank von Frankreich und der Banque de Madagascar, die von Charles-Jules Robert graviert wurden. 1906 wurde er zum Offizier der Légion d’honneur ernannt. Er starb am 7. Juli 1931 und wurde auf dem Friedhof Père Lachaise in Paris beigesetzt.

## Werk

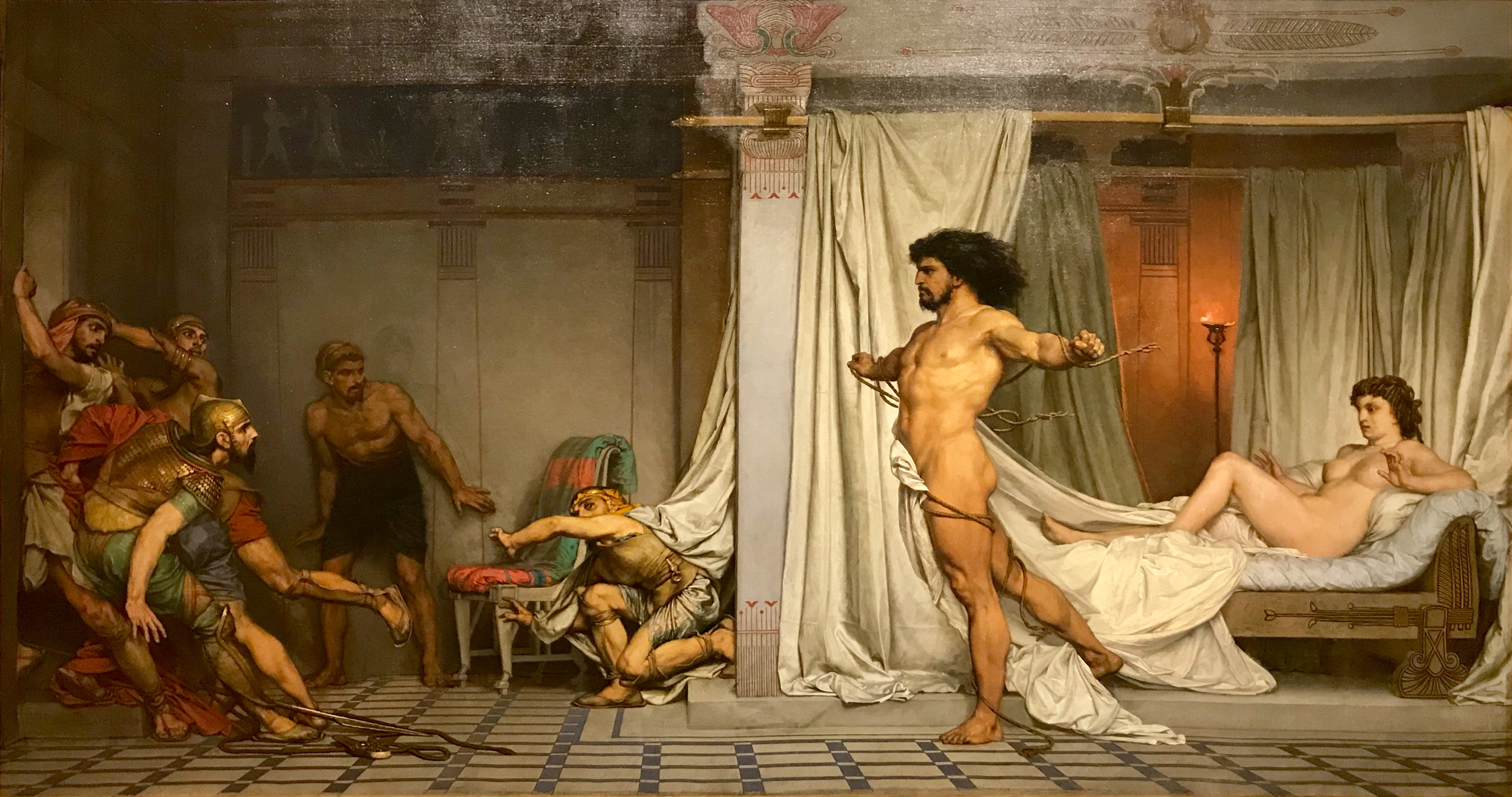
Léon Glaize: Samson déchirant ses liens (Samson zerreißt seine Fesseln), 1864. Musée des beaux-arts de Mulhouse

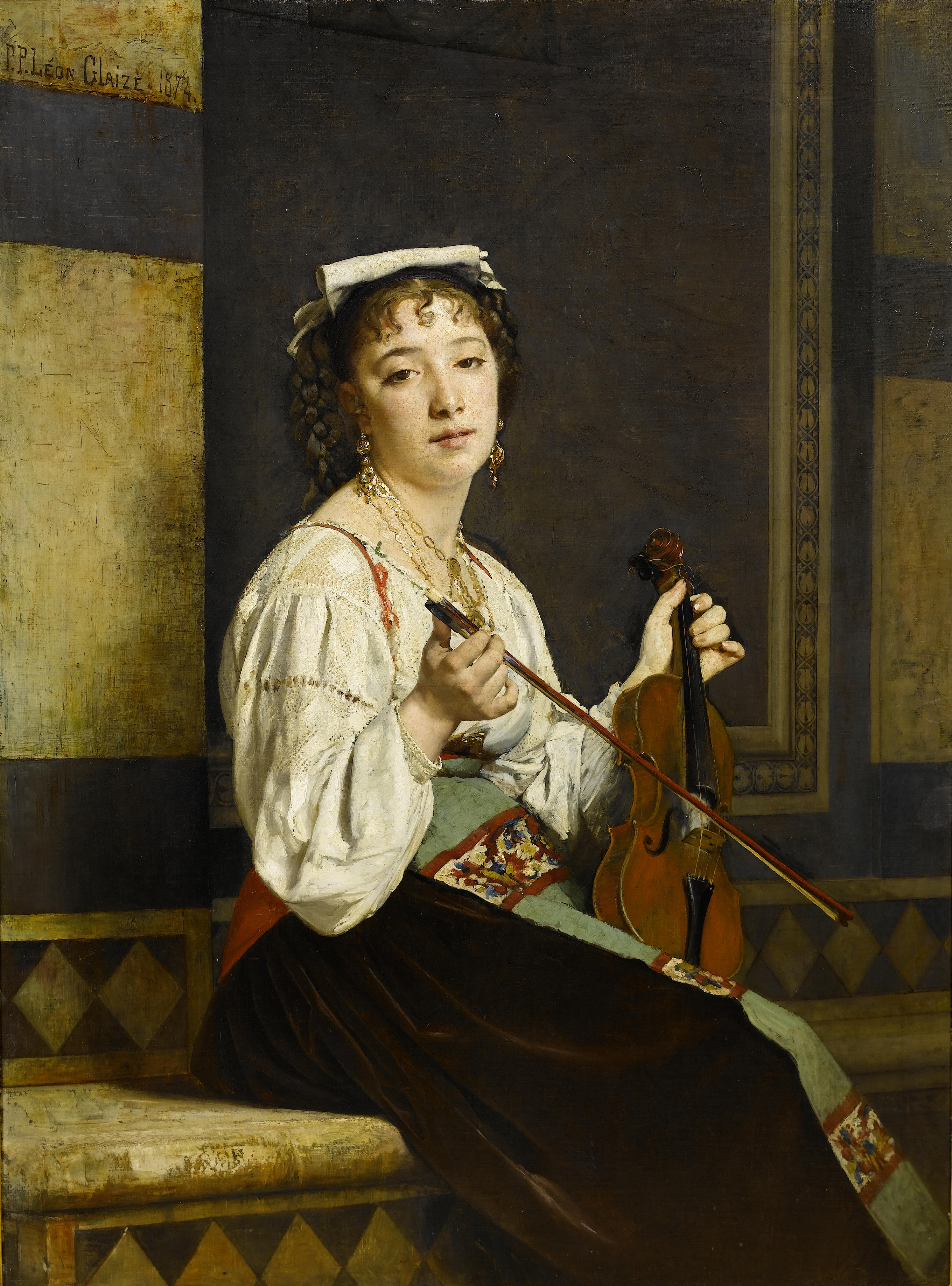
Léon Glaize: La musicienne Italienne, 1874. Privatsammlung

Léon Glaize blieb zeitlebens dem akademischen Klassizismus verpflichtet und wurde von seinem Vater sowie von Jean-Léon Gérôme beeinflusst. Er malte Historienbilder, religiöse Szenen, Genreszenen und Porträts, darunter Avant le miroir (1873, Metropolitan Museum of Art, New York). Zu seinen Hauptwerken zählen Monumentalbilder wie Une conjuration aux premiers temps de Rome (1875, Musée d’Orsay/Châtillon-sur-Seine) sowie dekorative Wandgemälde im Hôtel de Ville und im 20. Arrondissement von Paris (Les Grands Hommes de la Révolution…, La Musique et la Danse, Le Triomphe de la République). Seine Werke zeichnen sich durch eine solide Komposition, eine klare Zeichnung und eine subtile Farbgebung aus.